# B-Daman
B-Daman (ビーダマン, Bīdaman) est une marque de propulseurs de billes produit par Takara.

## Histoire
En 1993, les B-Daman sont initialement inspirés de Bomberman. En 1995 sort la gamme Bomberman B-Daman Bakugaiden.
En 2004, Hasbro signe un accord avec Takara pour importer les B-Damn aux États-Unis.
La gamme Crash B-Daman sort en 2005 suivie par B-Daman Crossfire et B-Daman Fireblast.

## Adaptations

### Mangas
- Bomberman B-Daman Bakugaiden
- Bomberman B-Daman Bakugaiden V
- Super B-Daman
- B-Legend! Battle B-Daman
- Crash B-Daman
- B-Daman Crossfire[1]

### Animes
- Bomberman B-Daman Bakugaiden
- Bomberman B-Daman Bakugaiden V
- Super B-Daman
- Battle B-Daman
- Battle B-Daman: Fire Spirits!
- Crash B-Daman[2]
- B-Daman Crossfire
- B-Daman Fireblast

### Jeux vidéo
- 1996 : Bomberman B-Daman sur Super Nintendo
- 1997 : Super B-Daman sur Game Boy
- 1997 : Bakukyuu Renpatsu!! Super B-Daman sur Super Nintendo
- 1998 : Super B-Daman Battle Phoenix 64 sur Nintendo 64
- 1999 : B-Daman Baku Gaiden: Victory e no Michi sur Game Boy Color
- 2000 : B-Daman Baku Gaiden V: Final Mega Tune sur Game Boy Color
- 2000 : Bakukyuu Renpatsu!! Super B-Daman Gekitan! Rising Valkyrie! sur Game Boy Color
- 2004 : Battle B-Daman sur Game Boy Advance et Windows
- 2005 : Battle B-Daman: Fire Spirits! sur Game Boy Advance
- 2013 : B-Daman sur iOS et Android